# Culpables
Culpables es una serie de televisión emitida durante el año 2001 por la pantalla de Canal Trece y producida por Pol-ka. Protagonizada por Mercedes Morán, Fernán Mirás, Alfredo Casero,  Soledad Villamil, Gabriela Toscano, Diego Peretti y Susú Pecoraro. Coprotagonizada por Carlos Belloso, Gloria Carrá, Florencia Bertotti, Nazareno Casero, Malena Luchetti y María Rosa Fugazot. También, contó con las actuaciones especiales de Rafael Ferro, Valentina Bassi, Daniel Fanego, Osvaldo Santoro y los primeros actores Luis Brandoni, Víctor Hugo Vieyra, Lorenzo Quinteros y Héctor Bidonde. 
Esta serie fue la sucesora de Vulnerables y Verdad consecuencia y antecesora de Locas de amor.
Tuvo mucha repercusión en cuanto a público y crítica durante su emisión, de hecho alcanzó muy buenos niveles de audiencia y obtuvo numerosos premios, entre ellos el Martín Fierro de Oro.
El guion fue escrito por Juan José Campanella y Fernando Castets y la dirección estuvo a cargo de Daniel Barone.

## Trama
La historia estaba construida sobre la base de tres parejas de amigos y una mujer recién separada, todos en sus treinta y pico y dos mujeres ya entradas en cuarenta años.
Uno de los matrimonios estaba constituido por Aníbal (Alfredo Casero) y Daniela (Gabriela Toscano), quienes atravesaban una crisis pasional. Este matrimonio tenía dos hijos, llamados Lila (Malena Luchetti) y Tomi (Nazareno Casero).
El otro matrimonio era el compuesto por Claudio (Diego Peretti) y Adriana (Soledad Villamil), ellos no tenían hijos. Sin problemas entre la pareja, deberán afrontar la falta de trabajo de él y la presión familiar.
Una pareja con diferencia de edad, Perla (Susú Pecoraro) y Willy (Fernán Mirás). Ella recién divorciada de un marido golpeador Rubén (Víctor Hugo Vieyra), tiene una hija lesbiana, Sofía (Florencia Bertotti), que a su vez tiene a su pareja Romina (Gloria Carrá). Él es un productor de música que se enamora perdidamente de ella, pero ella no siente exactamente lo mismo por él.
Cierra el círculo de amigos Chechu (Mercedes Morán), quien interpreta a una mujer cuarentona que busca constantemente el amor que no llega.

## Cortina musical
El tema de apertura de Culpables es Costumbres argentinas interpretado por Los Abuelos de la Nada.
- Apertura de "Culpables" en Youtube

## Elenco

### Protagonistas
- Mercedes Morán como Cecilia "Chechu" Groisman
- Diego Peretti como Claudio Andretta
- Alfredo Casero como Aníbal Villini
- Gabriela Toscano como Daniela Trimarco
- Fernán Mirás como Guillermo "Willy" Costa
- Soledad Villamil como Adriana Linares
- Susú Pecoraro como Perla Venturino

### Elenco principal
- Carlos Belloso como Donatello
- Luis Brandoni como Hugo Saldaña
- Malena Luchetti como Lila Villini
- Florencia Bertotti como Sofía
- Gloria Carrá como Romina
- María Rosa Fugazot como Sara
- Nazareno Casero como Tomás "Tomi" Villini

### Participaciones
- Florencia Aragón como Milena
- Fabián Arenillas como Villanueva
- Alicia Areste (†)
- Valentina Bassi como Paula
- Adrián Batista
- Jessica Becker
- Carlos Bermejo (†) como Fiscal
- Claudio Berraud
- Héctor Bidonde como Manolo
- Marcelo Bucossi como Ojeda
- Lucrecia Capello (†) como Estela
- Pablo Carnaghi
- Damian De Santo  (voz)
- Daniela Carrara
- Juan Carrasco
- Silvio Cattaneo
- Luciano Cazaux como el Empleado
- Gerardo Chendo como Hernán
- Fernando Cia como Lucio
- Ernesto Claudio como Médico
- Martín Coria
- Marcelo D'Andrea como Julio
- Gregory Dayton
- Santiago De Angeli
- Silvia Dotta como Patricia
- Leo Dyzen como Florista
- Amancay Espíndola
- Daniel Fanego como Alexander "Alex"
- Marcela Ferradas como Sabrina
- Oscar Ferrigno como Miguel "Miki"
- Rafael Ferro como Javier
- Roberto Fiore (†) como Adolfo
- Nacho Gadano como Víctor
- Claudio Gallardou como Esteban
- Diana García
- Jorge García Marino
- Carlos Garric (†) como Juez
- Martín Gervasoni como Financista
- Luis Gianneo
- Juan Gil Navarro como Martino
- Marina Glezer como Roxana
- Divina Gloria como Lucrecia
- Norberto Gonzalo como Pergañeda
- Eugenia Guerty como Mariela
- Camila Guillán
- Ariel Ianeo
- Diego Jaraz
- Ricardo La Bianca como Segundo
- María Lepret
- Sammy Lerner
- Darío Levy como el Oficial
- Iara Lublinsky
- Guillermo Marcos como Sanguinetti
- David Masajnik como Andrés
- Claudio Messina
- Gabriel Molinelli como el Médico
- Hernán Muñoa como el Cartero
- Iván Noble como Aliverti
- Jorge Noya como Ulises
- Oscar Núñez (†) como Julio
- Silvina Olivares
- Martín Orecchio como Camilo
- Ana Padilla
- Daniel Pagliaro como el Médico
- Paola Papini como Fiorella
- Pedro Peterson como Melchor
- Andrea Politti como Ana María
- Esteban Prol como Damián
- Lorenzo Quinteros (†) como Alfredo
- Alejandra Radano como Andrea
- Pablo Razuk como el Policía
- Pablo Rinaldi
- Federico Rivares
- Carlos Roffé (†) como el de Seguridad
- Alejandra Rubio como Diana
- Eduardo Ruderman
- Osvaldo Santoro como Emilio
- Nicolás Scarpino como Matías
- Pedro Segni como el Jefe
- Francisco Stejilevich
- Romina Sznaider
- Minoru Tajima
- Pía Uribelarrea como la Directora del Colegio
- Daniel Valdez
- Víctor Hugo Vieyra como Rubén
- Diego Wainstein
- Celina Zambón
- Marcelo Zanelli como Ricardo
- Luis Ziembrowski como el Ladrón

## Retransmisión
En el año 2009 se emitió la repetición de la serie por la señal de cable Volver. En el 2014 volvió a emitir por el mismo canal que fue cancelada por el estreno de Soy gitano.

## Premios
- Premio Martín Fierro de Oro
- Premio Martín Fierro al Mejor Actor Diego Peretti
- Premio Martín Fierro a la Mejor Actriz Gabriela Toscano
- Premio Martín Fierro nominación a la Mejor Actriz Mercedes Morán
- Premio Martín Fierro nominación al Mejor Actor Alfredo Casero
- Premio Martín Fierro nominación a la Mejor actuación infantil Nazareno Casero
- Premio Martín Fierro al Mejor Guion Juan José Campanella y Fernando Castets
- Premio Martín Fierro a la Dirección Daniel Barone